# Det er ikke slut endnu
|  | Denne artikel er oprettet af botten Steenthbot ud fra en ekstern database. Den kan derfor have sproglige fejl eller mangler. Denne skabelon kan fjernes efter kontrol af indholdet. |

Det er ikke slut endnu er en dansk dokumentarfilm fra 2021 instrueret af Louise Detlefsen.

## Handling
På det lille, unikke plejehjem Dagmarsminde følger vi sygeplejerske og ildsjæl May Bjerre Eiby, der ikke går op i specifikke demensdiagnoser eller medicin, da ingen af delene forbedrer de 11 beboeres livskvalitet. I stedet har May og hendes personale udviklet en ny behandlingsform inspireret af Florence Nightingales 150 år gamle sygeplejemetode. May kalder behandlingen omsorg, hvor kram, nærvær, samtale, humor, øjenkontakt og fællesskabsfølelse er opskriften. Målet er at inspirere til en total ændring i måden, mennesker med demens bliver behandlet i sundhedssystemet i dag – med et skift fra medicin til omsorg.

## Medvirkende
- May Bjerre Eiby